# John Davis (explorador del siglo XVI)
John Davis (Sandridge, Devon, c. 1550 – isla de Bintan, 29 de diciembre de 1605) fue un corsario y explorador británico de la época de la reina Isabel I de Inglaterra, uno de los conocidos como "Perros del mar". Lideró varios viajes para descubrir el Paso del Noroeste y está considerado, junto con William Baffin y Henry Hudson, uno de los más importantes exploradores y pioneros del Ártico. Comparte con Martin Frobisher (que llegó unos años antes, en la década de 1570), el honor de ser uno de los descubridores del estrecho de Hudson, que conduce a la bahía de Hudson. También sirvió como piloto y capitán tanto en viajes neerlandeses como ingleses a las Indias Orientales.
Es considerado por los británicos como el único descubridor del archipiélago de las islas Malvinas en agosto de 1592, aunque esa pretensión es cuestionada por muchos historiadores de diversas procedencias.

## Biografía

### Primeros años y carrera
John Davis (Davys) nació en la parroquia de Stoke Gabriel en Devon, alrededor de 1550, y pasó su infancia en la cercana Sandridge Barton. Se ha sugerido[cita requerida] que aprendió gran parte de su marinería cuando era niño mientras navegaba en botes a lo largo del río Dart, y se fue al mar a una edad temprana. Se embarcó con Adrian Gilbert, y gracias a él conoció a Humphrey Gilbert y su hermanastro Walter Raleigh. Los tres provenían de familias de Devon, lo que probablemente favoreció su amistad. Desde el principio, también se hizo amigo de John Dee.

### Las expediciones al Ártico

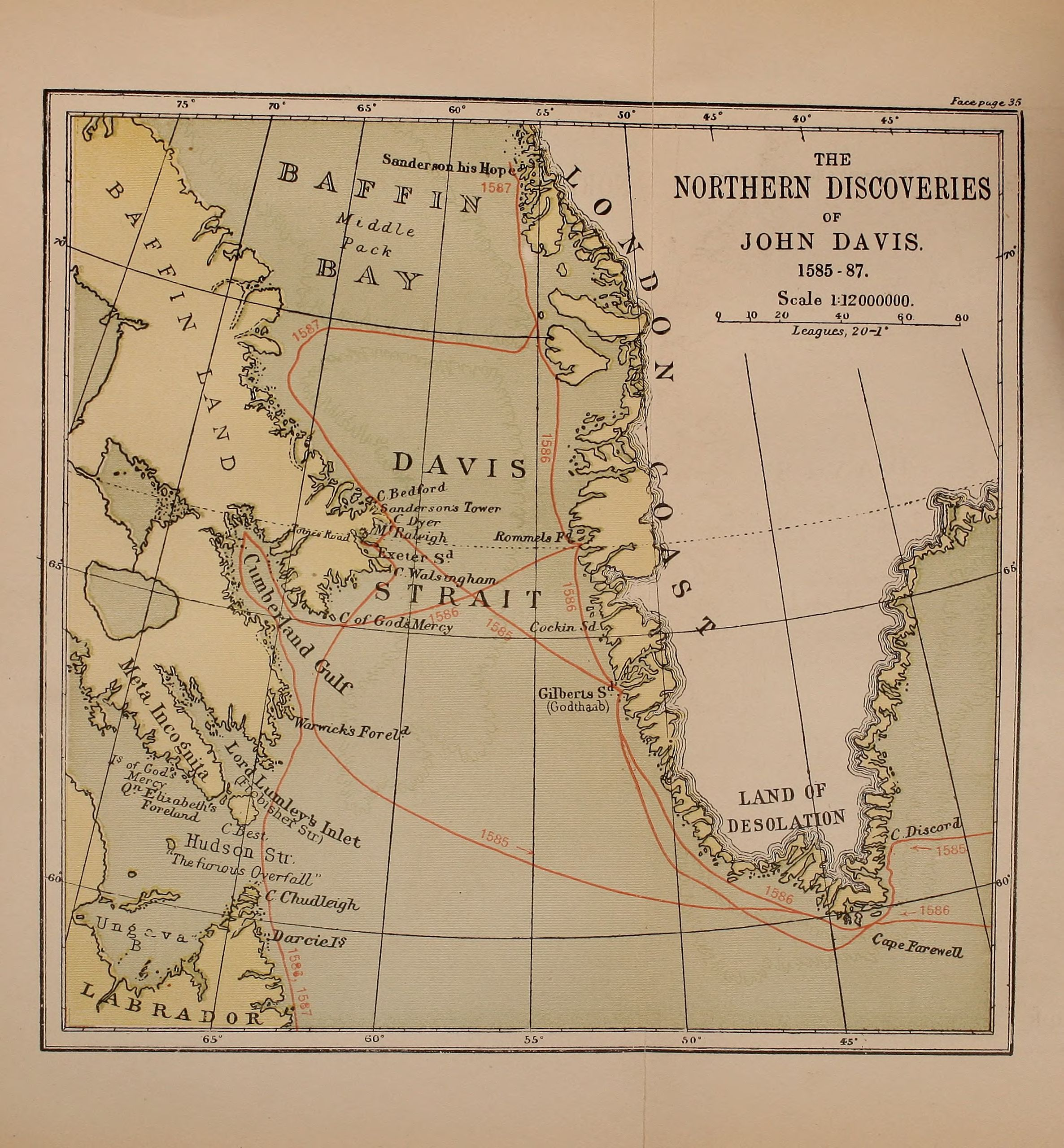
Mapa que muestra los viajes al norte de Davis. De A life of John Davis, the navigator

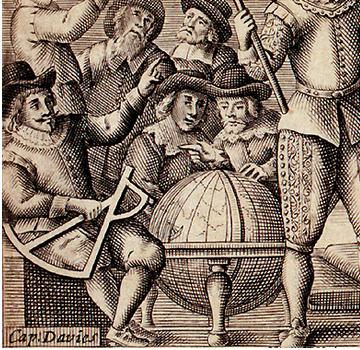
Detalle de John Davis, grabado en Englands Famous Discoverers. Cap Davies. Sr Walter Rawleigh, Sr. Hugh Willoughby, Cap: Smith

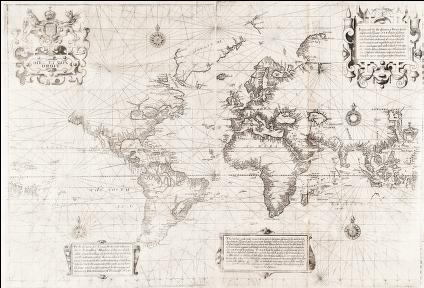
«Gran mapa del mundo» (1598-1600) de Edward Wright, que recoge algunos de los descubrimientos de Davis.

En enero de 1583 Davis parece haber enseñado un plan sobre la existencia de un posible paso por el noroeste de Norteamérica a Francis Walsingham, secretario de la reina, y a su asesor geográfico, John Dee. Tras un periodo de consultas, en 1585 comenzó su primera expedición al noroeste. El barco y el dinero fueron proporcionados por los comerciantes de Londres y Davis partió de Darmouth el 7 de junio de ese año, al frente del Sunneshine, de Londres (50 toneladas), acompañado del Mooneshine, de Dartmouth (35 toneladas) (o el Moonelight, como le llamaba Davis). Siguieron la ruta de Martin Frobisher hacia la costa oriental de Groenlandia y tras encontrarse con la frontera de hielo, siguió hacia el sur hasta el cabo Farewell; desde allí volvió una vez más al norte, costeando el litoral occidental de Groenlandia, hasta que, al encontrar mar libre de hielo, se dirigió al oeste pensando haber dado con la vía hacía China. Cruzó las aguas que hoy llevan su nombre —estrecho de Davis— y en los 66° N, sin embargo, se encontró con las costas de isla de Baffin, y, a pesar de que siguió hacia el norte internándose en el Cumberland Sound con la esperanza de que fuese el anhelado paso, tuvo que regresar a finales de agosto. Arribó a Inglaterra el 30 de septiembre. 
Lo intentó de nuevo tres años más tarde, en 1586, zarpando  el 7 de mayo, con los mismos barcos, a los que se unieron el Mermayde (120 ton.) y una pinaza, la North Starre (10 ton.). La expedición se dividió, yendo el Sunneshine y el Norte Starre hacia el norte, intentando hallar el paso entre Groenlandia e Islandia. No lograron avanzar, retenidos por el hielo, y el North Starre se perdió en una tormenta. Los otros dos barcos siguieron la misma ruta del año anterior, logrando llegar al estrecho de Davis. Encontraron peores condiciones que en el anterior viaje y el Mermayde, poco adecuado para navegar en el hielo, fue enviado de regreso. La Mooneshine siguió cruzando las aguas del estrecho hasta la ribera de la isla de Baffin, pero el hielo la detuvo aproximadamente a los 67° N. El encuentro inicialmente amable que Davis adoptó con los inuit —llevando músicos y haciendo que la tripulación bailase y tocase con ellos— cambió después de que le robasen una de sus anclas, probablemente contrariados por haber sido interrumpidos durante una de sus ceremonias religiosas. Los inuit también atacaron a sus barcos en el Hamilton Inlet (Labrador). Davis navegó entonces en dirección sur, hasta aproximadamente los 54°30' N (Hamilton Inlet) y emprendió el regreso, arribando a casa el 14 de octubre.
El 19 de mayo de 1589, Davis partió en su tercer y último viaje al Ártico en una pequeña pinaza de 20 toneladas, la Ellen, de Londres. Navegó con condiciones excepcionales costeando a lo largo de la ribera occidental de Groenlandia en aguas libres hasta los 72°92' N (algo más al norte de Upernavik), antes de que el hielo le impidiese el paso. Siguió hacia el oeste hasta que nuevamente fue bloqueado por el hielo. Viró al sur costeando isla de Baffin y exploró de nuevo el golfo del Cumberland Sound, y observó las entradas del «Lumley Lord's Inlet» —ahora bahía Frobisher— y del estrecho de Hudson —que describió como un «violento torbellino» («furious overfall»)— y dio nombre al cabo Chudleigh (ahora cabo Chidley), en su límite sureste. Siguió hacia el sur, bordeando la costa de la península de Terranova y entró en el fiordo de Labrador, que aún lleva su nombre («Davis Inlet») y finalmente llegó a las inmediaciones del «Hamilton Inlet», antes de poner proa en dirección este de regreso a las islas británicas. Retornó a casa el 15 de septiembre, tras navegar con éxito en su pequeña embarcación a través de más de 20° de aguas árticas. 
Davis, en este último viaje, realizó mapas de los grandes estrechos de las costas de Groenlandia, Baffin y Labrador, anotó cuidadosamente muchas observaciones sobre las condiciones del hielo, del terreno y de las formaciones rocosas, del clima, de la vegetación y de la vida animal. Su descripción de los esquimales es una de las primeras y más exactas sobre sus hábitos de vida. Su Traverse Book ("Libro de travesía") de ese viaje se convirtió en un modelo a seguir, enseñado a los capitanes como libro de texto.
Las cartas originales de Davis de estos viajes se han perdido, pero las anotaciones de sus descubrimientos se recogieron en los mapas de la época publicados tras de su regreso, como en el famoso Globo Molyneux (1592), de Emery Molyneux, y sobre todo en el «Gran mapa del mundo» (1598-1600), de su amigo, el matemático Edward Wright.

### Otros viajes

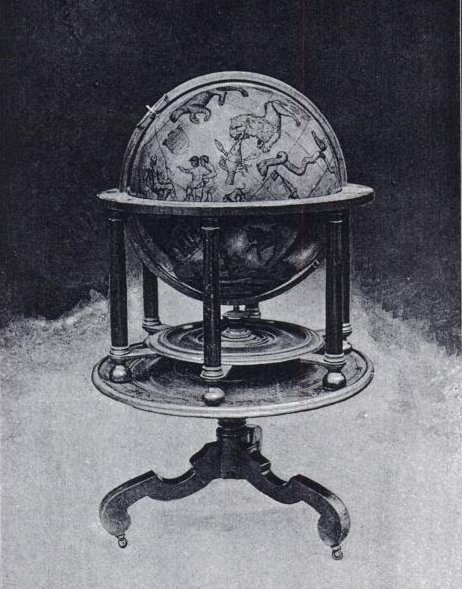
Globo Molyneux (1592), que ya recoge algunos descubrimientos de Davis.

En 1588 parece haber comandado el Black Dog contra la Armada Española; en 1589 se unió al conde de Cumberland  como parte del viaje a las Azores de 1589. En 1591 acompañó a Thomas Cavendish en su último viaje, un intento de realizar su  segunda circunnavegación del mundo —la primera circunnavegación la había hecho Cavendish en 1586-1588, a bordo del mismo barco Desire. La primera circunnavegación inglesa la había realizado Francis Drake un año antes, en 1585; y la primera circunnavegación de todas fue la de Juan Sebastián Elcano en la expedición de Magallanes de 1519-1521— con el propósito especial, como él mismo dijo, de descubrir el Paso del Noroeste «en las partes posteriores de América» (es decir, desde la entrada oeste). 
Después de que el resto de la expedición de Cavendish regresara sin éxito, Davis siguió por su propia cuenta intentando llegar al estrecho de Magallanes. Derrotado por el mal tiempo, estuvo en las islas Malvinas en agosto de 1592 a bordo del buque Desire, en lo que posiblemente fue el primer desembarco europeo en dichas islas. Su tripulación se vio obligada a matar, para alimentarse, alrededor de 24.000 pingüinos, aunque en su biografía dice que mataron a 25.510 pingüinos. Almacenaron tanta carne de pingüino como pudieron y emprendieron la vuelta a casa, pero la carne al llegar a los trópicos se pudrió, lo que hizo que el retorno fuera desastroso, regresando sólo catorce de sus setenta y seis hombres. 
Después de su regreso en 1593, publicó un valioso tratado sobre prácticas de navegación, The Seaman's Secrets (1594), y un trabajo más teórico, The World's Hydrographical Description (1595). Sus invenciones del backstaff (llamado cuadrante de Davis en su honor) y el doble cuadrante fueron muy usadas por los navegantes ingleses hasta mucho después de que el octante se hubiera introducido. 
En 1596-1597 Davis parece haber navegado con sir Walter Raleigh (como maestro del propio barco de sir Walter) a Cádiz y a las Azores, y en 1598-1600 acompañó a una expedición neerlandesa a las Indias Orientales como piloto, navegando desde Flushing y volviendo a Middleburg, mientras cuidadosamente trazaba y registraba los detalles geográficos. Escapó por poco de la destrucción de la traición de Achin en Sumatra. 
En 1601-1603 acompañó a sir James Lancaster como primer piloto en su primer viaje al servicio de la Compañía Británica de las Indias Orientales. Por su parte, fue estipulado que Davis recibiría £ 500 (alrededor de £ 1.5 millones a valores de 2015) si el viaje duplicaba su inversión original, £ 1,000 si lo hacía tres veces, £ 1,500 si lo hacía cuatro veces y £ 2,000 si lo hacía cinco veces. Antes de la salida, Davis había dicho a los comerciantes de Londres que se podía obtener pimienta en Aceh a un precio de cuatro reales de a ocho por cada cien pesos, mientras que en realidad costaba 20. Cuando el viaje regresó, Lancaster se quejó de que Davis se hubiesea equivocado tanto sobre el precio como sobre la disponibilidad de la pimienta. Descontento por haber sido un chivo expiatorio de la situación, el 5 de diciembre de 1604 Davis volvió a navegar hacia las Indias Orientales como piloto de sir Edward Michelborne, un "intruso" al que Jacobo I le había otorgado una patente, a pesar del supuesto  monopolio de la Compañía de las Indias Orientales en el comercio con Oriente. En ese viaje, uno de sus piratas "japoneses" cautivos lo mató frente a la isla de Bintan, cerca de Singapur, cuyo barco desarbolado acababan de capturar. Los piratas habían llevado a los ingleses a través de varios días de discurso amistoso antes del ataque sorpresa en el que Davis fue «arrastrado hacia atrás, macheteado y acuchillado, y arrojado nuevamente». Murió casi inmediatamente después del ataque.
En los siglos posteriores a su muerte, la importancia de los balleneros neerlandeses finalmente llevó a establecer asentamientos a lo largo de la costa occidental de Groenlandia hasta ser llamada "Straat Davis" por su nombre para el estrecho, mientras que el nombre de "Groenlandia" se usó para referirse a la costa oriental, que erróneamente se presume que es el sitio del asentamiento nórdico oriental.

## Reconocimientos

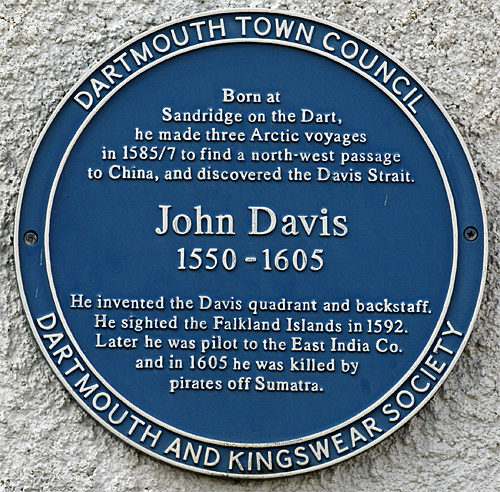
Placa azul del Ayuntamiento de Dartmouth erigida en memoria de Davis

Muchos puntos en las latitudes árticas —Cumberland Sound, cabo Walsingham, Exeter Sound, etcétera— conservan todavía los nombres que Davis les dio. Davis está considerado, junto con William Baffin y Henry Hudson, uno de los más importantes exploradores y pioneros del Ártico. Comparte con Martin Frobisher (que llegó unos años antes, en la década de 1570) el honor de ser uno de los descubridores del estrecho de Hudson, que conduce a la bahía de Hudson.

## Publicaciones
Las exploraciones de Davis en el Ártico fueron publicadas por Richard Hakluyt y aparecieron en su mapamundi. El propio Davis publicó en 1594 un valioso tratado sobre navegación práctica llamado The Seaman's Secrets y un trabajo más teórico llamado The World's Hydrographical Description en 1595. El relato del último viaje de Davis fue escrito por Edward Michelborne a su regreso a Inglaterra en 1606.

## Invenciones

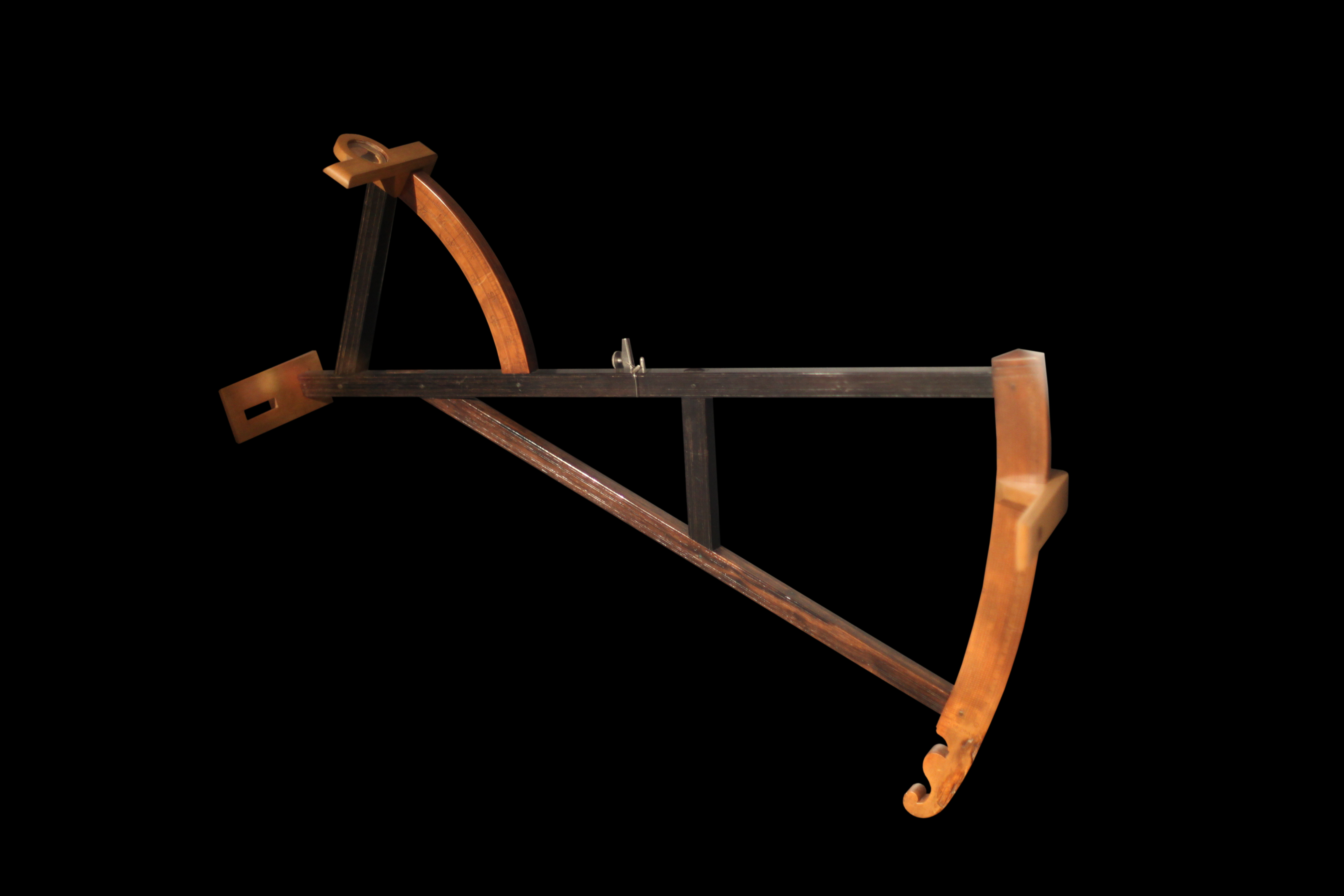
Cuadrante de Davis, realizado en 1765 por Johannes Van Keulen. Exhibido en el Musée national de la Marine, París.

Su invención del backstaff y el cuadrante doble (llamado ahora cuadrante de Davis en su honor) siguió siendo popular entre los marineros ingleses hasta mucho después de que se introdujera el cuadrante reflector de Hadley (octante).

## Vida personal
El 28 de septiembre de 1582 Davis se casó con Faith Fulford, hija de sir John Fulford (el Gran Sheriff de Devon) y de Dorithy Bourchier, la hija del conde de Bath. Tuvo cinco hijos: su primer hijo, Gilbert, bautizado el 27 de marzo de 1583; una hija, Elizabeth, que murió en la infancia; Arthur, nacido en 1586; John, nacido y muerto en 1587; y Philip.